# 关于引入俄罗斯总统职位的全俄公投
1991年3月17日，关于建立俄羅斯總統職務的公投在俄羅斯蘇維埃聯邦社會主義共和國舉行。 此次公投於1991年蘇聯公投後舉行。在此之前，俄羅斯的國家元首為由俄羅斯人民代表大會所選出之最高蘇維埃主席。在得出71.4%的同意票之後，俄羅斯蘇維埃社會主義共和國的總統職務創立，兩個月後葉爾辛正式當選為首任總統。

## 問題
您是否認為有必要設立由公民直選的俄羅斯蘇維埃社會主義共和國總統一職？
出席投票者人数远远少于有公民权的一半人数，但苏联公投委员会官方结果中并未提及此事。

## 結果
| 选项                  | 票数        | %    |
| --------------------- | ----------- | ---- |
| 赞成                  | 53,385,275  | 71.4 |
| 反对                  | 21,406,152  | 28.6 |
| 空白及无效票          | 1,633,683   | –    |
| 总票数                | 76,425,110  | 100  |
| 注册选民数/投票率     | 101,776,550 | 75.1 |
| 来源：Nohlen & Stöver |             |      |

## 圖片集
- 公投邀请函
- 苏联人大代表尤里·阿法纳西耶夫在莫斯科的一次集会中呼吁选民支持叶利钦，并且支持引入“俄罗斯总统”这一职位
- 叶利钦参加支持引入总统制的活动
- 莫斯科市长加夫里爾·波波夫号召选民支持公投